# The Montreal Tapes: with Paul Bley and Paul Motian
The Montreal Tapes: with Paul Bley and Paul Motian è un album live del bassista jazz americano Charlie Haden con il pianista Paul Bley ed il batterista Paul Motian, registrato nel 1989 e pubblicato dall'etichetta Verve nel 1994

## Critica
La recensione di Scott Yanow su Allmusic ha dato all'album 3 stelle, dicendo "La comunicazione musicale tra i tre musicisti è impressionante in questo contesto generalmente introspettivo".
| Recensione | Giudizio |
| ---------- | -------- |
|            | Allmusic |

## Tracce
Tutte composte da Charlie Haden, eccetto dove indicato
1. "Turnaround/When Will the Blues Leave?" (Ornette Coleman) - 13:17
2. "New Beginning" - 8:47
3. "Cross Road" (Coleman) - 6:40
4. "So Far, So Good" (Paul Bley) - 7:27
5. "Ida Lupino" (Carla Bley) - 11:19
6. "Latin Genetics" (Coleman) - 4:35
7. "Body Beautiful" (Paul Motian) - 8:03
8. "Turnaround" (Coleman) - 7:51
  - Registrato al Montreal International Jazz Festival il 7 Luglio, 1989

## Formazione
- Charlie Haden – contrabbasso
- Paul Bley - pianoforte
- Paul Motian - batteria